# Kiwix

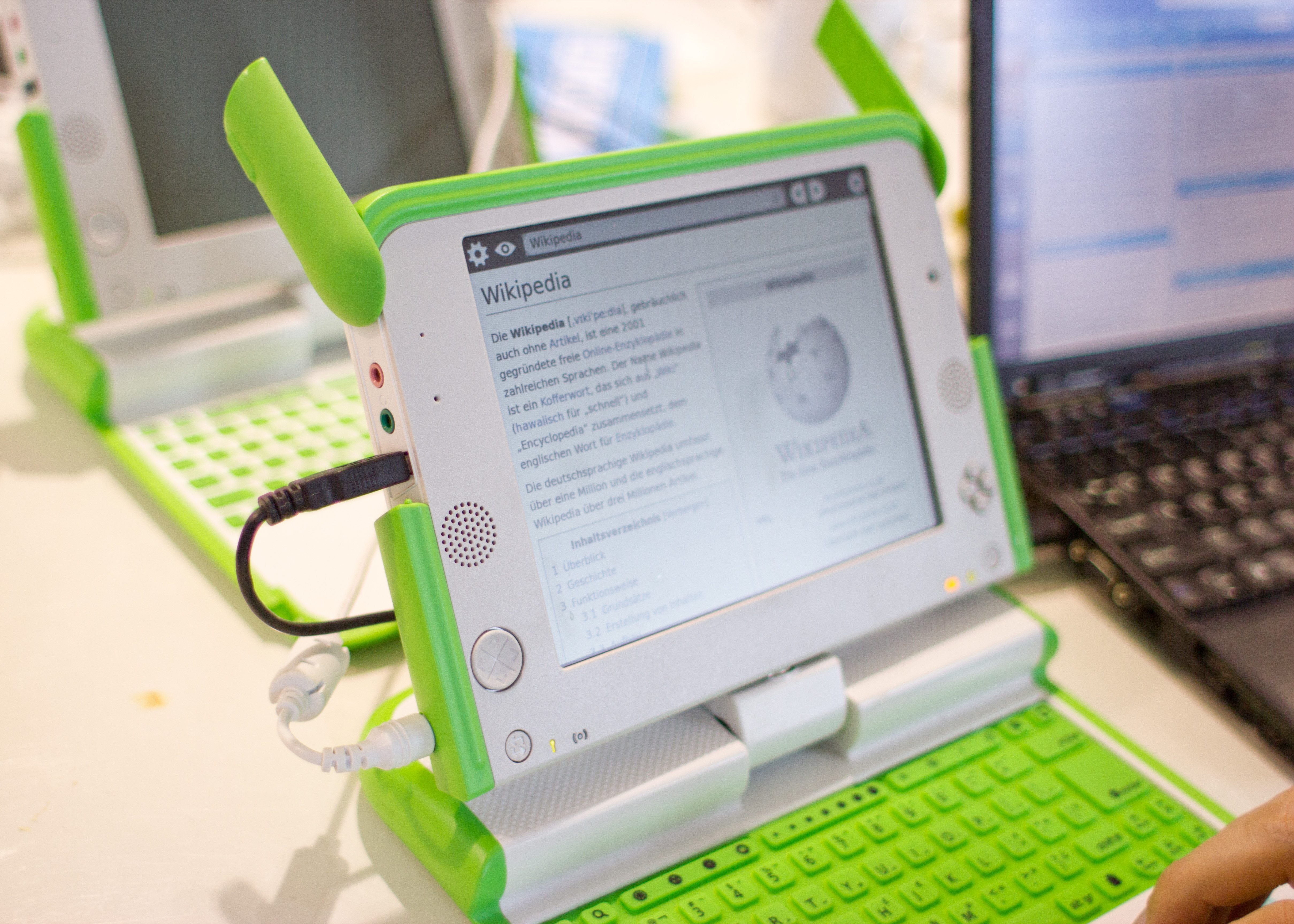
A Kiwix program egy OLPC laptopon

A Kiwix egy olyan számítógépes program, melynek a segítségével a Wikipédiát offline (internet nélkül) is olvashatjuk. Fejlesztője Emmanuel Engelhart. Legfrissebb stabil kiadása: (0.9, 2013) 2.2.2 (github, 2022)
Linux, Windows, Mac OS, iOS és Android operációs rendszereken is képes futni, így feltelepíthető szinte bármilyen hordozható eszközre, mobiltelefonra is. A program böngésző-kiterjesztésként is telepíthető, a közismertebb böngészőkben, mint pl. a Chrome, Edge, vagy akár a Firefox. A program mérete 75 MB + a szükséges ZIM-fájlok. A ZIM-fájlok tartalmazzák a különböző nyelvi változatú Wikipédiákat képpel vagy anélkül.
A magyar változat képekkel, infoboxokkal, navigációs sablonokkal, irodalommal, forrásokkal és További információkkal együtt kb. 9,6 GB. Az angol változat hasonló formátumban, csak képek nélkül kb. 12 GB.
Mobiltelefonra történő telepítésnél a memóriakártyát FAT32 fájlrendszer helyett mindenképpen exFAT fájlrendszerre szükséges formázni, különben a 2 GB-nál nagyobb fájlokat nem lehet felmásolni rá.